# Strigamia herzegowinensis
Strigamia herzegowinensis är en mångfotingart som först beskrevs av Karl Wilhelm Verhoeff 1935.  Strigamia herzegowinensis ingår i släktet Strigamia och familjen spoljordkrypare.
Artens utbredningsområde är Bosnien. Inga underarter finns listade i Catalogue of Life.